# Sacra Famiglia alla Garbatella

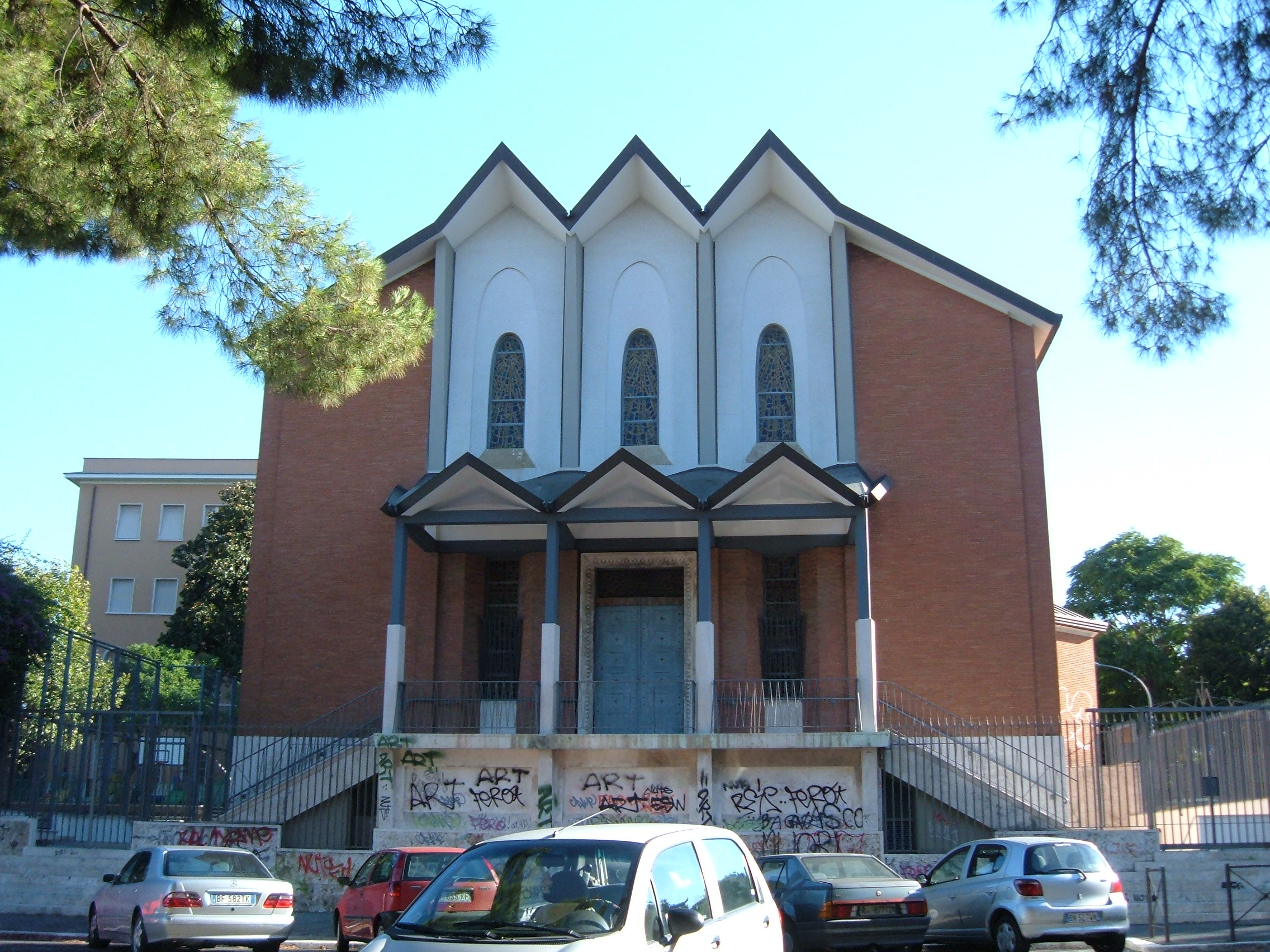
Vista da fachada.

Sacra Famiglia alla Garbatella  é uma igreja conventual localizada na Via David Salinieri, 5, no bairro de Garbatella do quartiere Ostiense de Roma, perto da estação do metrô Garbatella. A fachada está de frente para a Piazza Giancarlo Vallauri. É dedicada à Sagrada Família.

## História
As congregação das irmãs Servas do Santuário (em italiano:  Suore ancelle del santuario) foi fundada em Piacenza, em 1882, com um carisma baseado na vida da Sagrada Família em Nazaré (daí a dedicação da capela). Ela foi posta sob a autoridade direta da Santa Sé em 1930 e sua cúria geral foi construída em Garbatella na década de 1950.

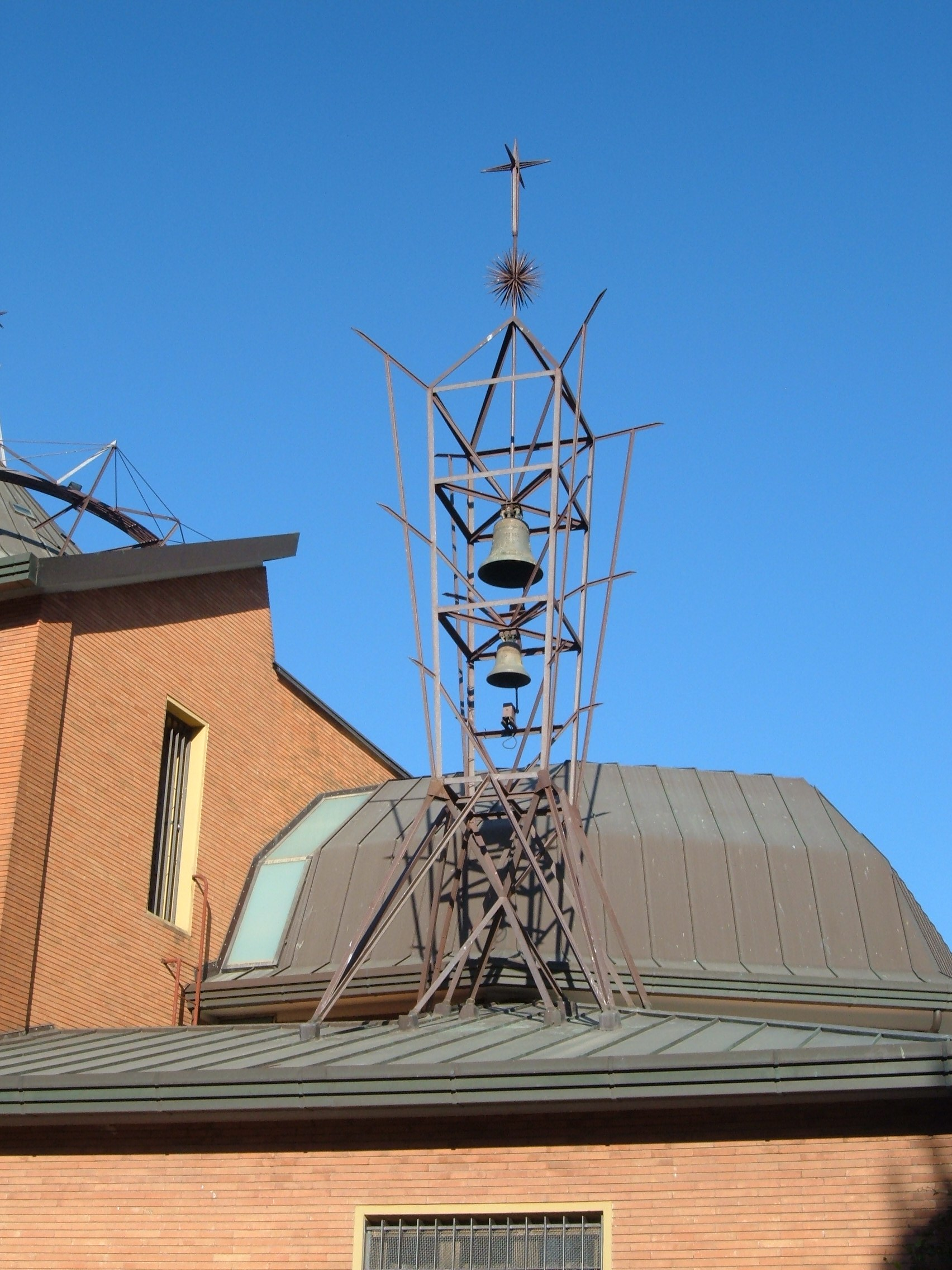
Detalhe do campanário.

Estranhamente, as irmãs construíram uma igreja completa ao lado de seu convento em 1961, um edifício grande o suficiente para servir como sede de uma paróquia inteira, o que pode ter sido a intenção original. A Diocese de Roma a considera como uma capela subsidiária da paróquia de San Francesco Saverio alla Garbatella, sem o status de igreja. É provável que seja a maior capela independente em Roma.
Assim como outros grandes conventos de Roma, o declínio na entrada de novos membros fez com que a igreja ficasse subutilizada. Por causa disto, a irmãs comandam no local um hotel muito bem conceituado (em italiano:  casa per ferie) por sua proximidade do metrô.

## Descrição

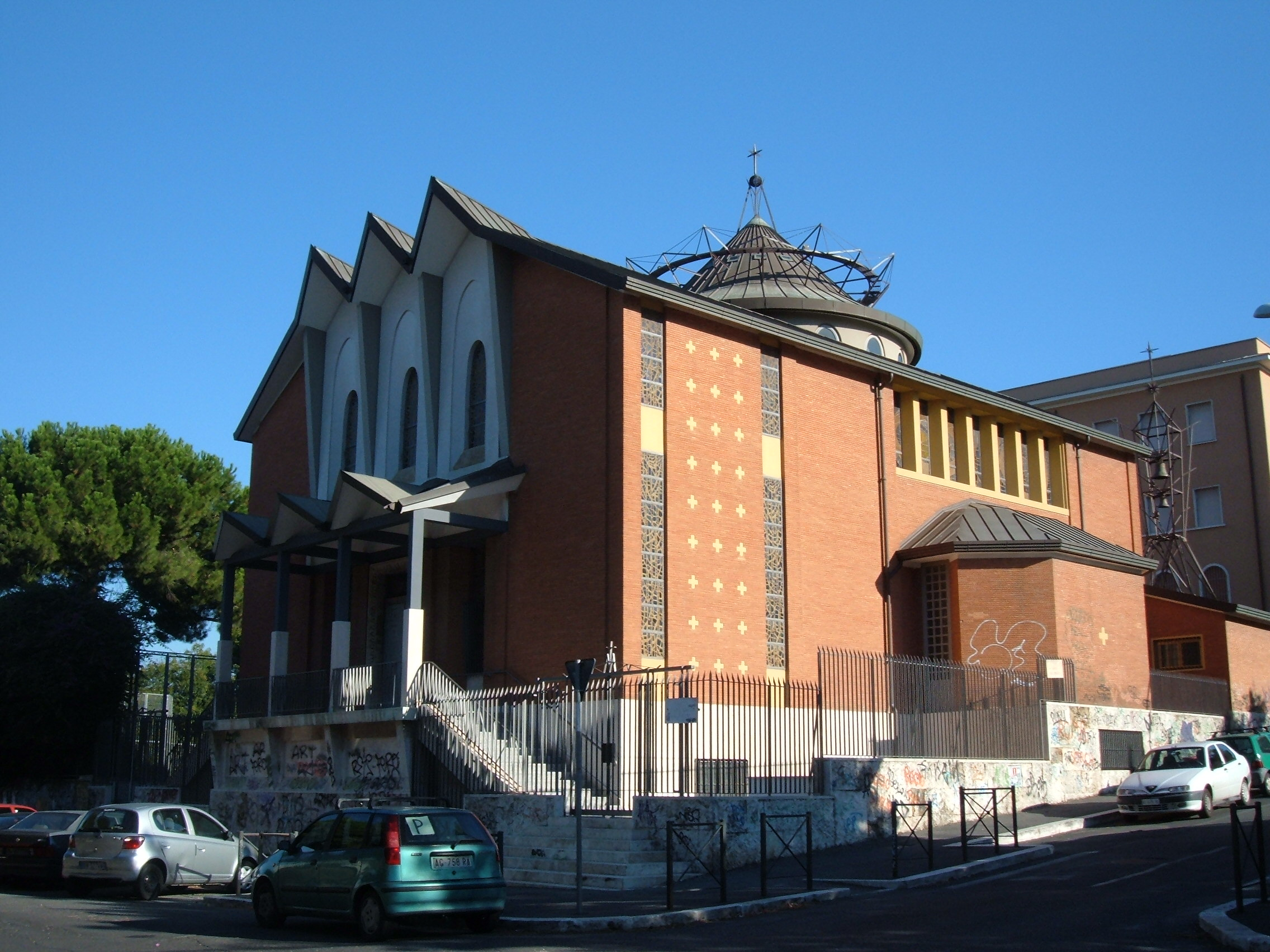
Vista da igreja inteira, incluindo a cúpula e o campanário à direita.

Esta capela se apresenta como uma igreja modernista completa e com identidade arquitetural própria, com um layout basilical modificado. Há três regiões principais. Primeiro um profundo lobby de entrada, depois do qual está a nave central com uma cúpula no centro e corredores estruturais, tudo numa planta no formato de um retângulo longitudinal, quase quadrado. Em cada lado está uma capela poligonal com cinco lados. A terceira região é a abside do presbitério, que também tem cinco lados, mas é muito maior e mais profunda que as capelas laterais.
A capela toda fica sob uma plataforma elevada acessível através de duas escadas dos dois lados da fachada indicando a presença de uma cripta abaixo. A sacristia fica para a direita da abside e sobre o teto dela está o campanário. À esquerda da abside está um edifício de três andares que serve de residência para o capelão. Um bloco de um andar liga todos estes elementos ao gigantesco edifício de quatro andares do convento mais para trás e também abriga a entrada para este último.
O sacrário está no fundo da abside, abrigado no antigo altar-mor da igreja sobre uma plataforma de três lados, e é decorado com um belo relevo colorida da "Anunciação" na frente em estilo realista. Na parede acima está um relevo colorido da "Sagrada Família". O novo altar fica na frente deste.
A capela da direita é dedicada ao Sagrado Coração e abriga uma escultura em relevo sobre o altar sobre este mesmo tema no mesmo estilo do presbitério. A frente do altar é uma obra em mármore colorido em verde, violeta e amarelo. A da esquerda é dedicada à Imaculada Conceição de Maria, com uma imagem no mesmo estilo.